# Mediatização alemã
A mediatização alemã foi uma série de mediatizações e secularizações que ocorreram na Alemanha entre 1795 e 1814, durante a última etapa da Revolução Francesa e o início da Era Napoleônica. 
Mediatização era o processo de anexação das terras de uma monarquia soberana por outra. Secularização era a redistribuição por estados seculares de territórios detidos por governantes eclesiásticos, tais como um bispo ou um abade. 
Com o colapso do Império Carolíngio e a afirmação do feudalismo, grande parte da Europa assistiu à criação de uma série de pequenos estados mais ou menos independentes. Os sucessivos reis da Germânia e imperadores do Sacro Império Romano-Germânico investiram também muitos bispos, abades e conventos de autoridade temporal, concedendo também direitos de Cidade Livre a muitas localidades em toda a Alemanha.
Ao contrário do sucedido na França e na Inglaterra, os reis germânicos foram incapazes de consolidar os seus domínios num estado centralizado, de modo que a Alemanha, ao longo dos séculos, compreendeu cerca de 300 estados independentes.

## Reichsdeputationshauptschluss
A Reichsdeputationshauptschluss (formalmente Hauptschluss der außerordentlichen Reichsdeputation, ou "Conclusão Principal da Delegação Imperial Extraordinária") foi uma resolução aprovada no dia 25 de fevereiro de 1803 pelo Reichstag, Dieta do Sacro Império Romano-Germânico, sendo a última lei significativa promulgada pelo Império antes da sua dissolução, em 1806.
Baseada em um plano acordado em junho de 1802 entre a França e a Rússia, seus princípios gerais tinham sido definidos no Tratado de Lunéville de 1801; a lei estabelece uma redistribuição da soberania territorial dentro do Império, para compensar numerosos príncipes alemães por territórios a oeste do rio Reno que tinham sido anexados pela França como resultado das guerras da Revolução Francesa.
A Reichsdeputationshauptschluss foi ratificada unanimemente pelo Reichstag em março de 1803 e aprovada pelo imperador Francisco II no mês seguinte. Contudo, o imperador fez uma reserva formal no que respeita à realocação dos votos no Reichstag, já que o equilíbrio entre Estados Protestantes e Católicos havia sido fortemente alterado a favor destes últimos. A redistribuição foi conseguida por dois processos: a secularização de estados eclesiásticos, e mediatização de numerosos pequenos principados seculares.

## Secularização
Desde a institucionalização do Sacro Império Romano-Germânico, o sistema feudal tornara a Alemanha e o norte de Itália numa vasta rede de pequenos estados, cada um com os seus privilégios, títulos e autonomia próprios. Para ajudar a administração da Alemanha face à crescente descentralização e à autonomia local que se seguiu ao incremento do feudalismo, foram concedidos a muitos bispados, abadias e conventos possessões temporais e títulos nobiliárquicos (tais como príncipe, duque ou conde) por sucessivos Imperadores. Assim, Bispos e Abades governavam as suas possessões como senhores seculares a par das suas funções temporais. A corrupção e decadência que se seguiram desprestigiaram estes líderes eclesiásticos, levando, eventualmente, à Reforma Protestante. A Contra-Reforma restabeleceu a relevância dos Príncipes-Bispo, como ficaram a ser conhecidos mas, no final da Guerra dos Trinta Anos, o novo sistema em que os habitante de um estado deveriam seguir a religião do seu governante, voltaria a deixar o Príncipe-Bispo numa posição obsoleta.
Em 1797, Napoleão Bonaparte derrotou as forças do Sacro Império e, pelo Tratado de Campo Formio, anexou todos os territórios do Império a oeste do Reno. O Imperador Romano-Germânico, para compensar os monarcas que perderam os seus estados, concedeu-lhes novas possessões. Como as únicas terras disponíveis eram as que pertenciam aos Príncipes-Bispo, estas foram secularizadas e distribuídas entre os monarcas da Alemanha.
Os estados eclesiásticos foram, em geral, anexados a principados seculares vizinhos, sobrevivendo apenas três como estados não seculares:
- o Arcebispado de Ratisbona (em alemão Regensburg), elevado de Bispado com a incorporação do Arcebispado de Mogúncia (Mainz);
- as terras da Ordem Teutónica; e
- os domínios dos Cavaleiros de S. João.

Também é de notar que o anterior Arcebispado de Salisburgo (Salzburg) foi secularizado como ducado, de maior dimensão e elevado à dignidade eleitoral.
Mosteiros e Abadias perderam os seus meios de sobrevivência uma vez que tiveram de abandonar as suas terras, acabando por se extinguir em grande número.

### Estados secularizados
a) Bispados e Arcebispados
•	Augsburgo
•	Bamberga/Babenberga 
•	Basileia (Bale (em francês), Basel (em alemão))
•	Brixen 
•	Chur 
•	Colónia (Köln)
•	Constança (Konstanz) 
•	Eichstätt
•	Estrasburgo
•	Freising 
•	Hildesheim 
•	Liege 
•	Lubeque (Lübeck) 
•	Mogúncia (Mainz) 
•	Monastério (Münster) 
•	Osnabrück 
•	Paderborn 
•	Passau 
•	Ratisbona (Regensburg) 
•	Salisburgo (Salzburg) 
•	Sion 
•	Spires (Speyer)
•	Trento (Trent)
•	Tréveris (Trier) 
•	Worms 
•	Würzburgo (Würzburg)
b) Abadias, Conventos e Reitorias
•	Baindt 
•	Berchtesgaden 
•	Beuron 
•	Buchau 
•	Corvey 
•	Elchingen 
•	Ellwangen 
•	Essen 
•	Fulda 
•	Gutenzell 
•	Heggbach 
•	Heiligkreuzthal 
•	Herford 
•	Kaisheim/Kaisersheim 
•	Kempten 
•	Marchthal 
•	Niedermünster-in-Regensburg 
•	Neresheim 
•	Ochsenhausen 
•	Obermünster-in-Regensburg 
•	Petershausen 
•	Quedlinburgo 
•	Roth 
•	Rottenmünster 
•	Salem/Salmansweiler
•	Schöntal 
•	Schussenried 
•	Söflingen 
•	Sorlingen 
•	Stavlo-Malmedy 
•	St. Blasien 
•	St. Kornelimünster 
•	St. Emmeran 
•	St. Gall 
•	Thorn 
•	Weingarten 
•	Weissenau 
•	Werden-Helmstedt 
•	Wiblingen 
•	Zwiefalten

## Mediatização
Apesar do número de Estados alemães tivesse regredido desde a Guerra dos Trinta Anos, ainda restavam aproximadamente 200 estados no advento da era Napoleónica. A derrota da 1ª Coligação resultou na secularização dos estados eclesiásticos e na anexação pela França de todos os territórios a oeste do Reno. Também em 1803, a maior parte das Cidades Livres foram mediatizadas. Em 12 de Junho de 1806, Napoleão estabeleceu a Confederação do Reno para defender a fronteira leste de França. Em 6 de Agosto de 1806, O Imperador Francisco II declarou a abolição do Sacro Império Romano-Germânico e, para obter o apoio dos estados alemães mais poderosos, anunciou que quem o apoiasse poderiam mediatizar os estados vizinhos.
Antes da Batalha de Waterloo e do exílio de Napoleão em Santa Helena, o Congresso de Viena (1814-1815) pretendeu restabelecer as antigas fronteiras da Europa. Foi decidido que os monarcas mediatizados, Cidades Livres e Estados secularizados não seriam restabelecidos, mas, em vez disso, os monarcas dos estados mediatizados seriam considerados iguais aos restantes soberanos, recebendo uma compensação pela sua perda. Caberia a cada um dos restantes estados compensá-los mas, por não terem autoridade para se queixar caso não fossem justamente reembolsados, muitos dos monarcas nunca receberam a suposta dívida.
A mediatização transferiu a soberania de pequenos estados seculares para os seus vizinhos maiores. Adicionalmente a numerosos principados, apenas uma mão cheia de cidades Imperiais é que também não foram anexadas aos seus vizinhos.

### Monarquias mediatizadas
•	Anhalt-Bernburg-Schaumburg-Hoym: Príncipe de Anhalt-Bernburg-Hoym, 1806. 
•	Arenberg: Príncipe de Arenberg, 1810. 
•	Aspremont-Lynden: Conde de Aspremont-Lynden, 1806. 
•	Auersperg: Príncipe de Auersperg, 1806. 
•	Bentheim: Conde de Bentheim-Bentheim e Steinfurt, 1806; Conde de Bentheim-Tecklenburg-Rheda, 1806. 
•	Bentinck: Barão de Bentinck, 1807. 
•	Boyneburg-Bömelberg: Barão de Boyneburg-Bömelberg, 1806. 
•	Castell: Conde de Castell-Castell 1806; Conde de Castell-Rüdenhausen, 1806. 
•	Colloredo: Príncipe de Colloredo-Mansfeld, 1806. 
•	Croÿ: Príncipe de Croÿ-Dulmen, 1806.
•	Dietrichstein: Príncipe de Dietrichstein, 1806. 
•	Erbach: Conde de Erbach-Erbach, 1806; Conde de Erbach-Fürstenau, 1806; Príncipe de Erbach-Schönberg, 1806. 
•	Esterházy de Galántha: Príncipe de Esterházy, 1806. 
•	Fugger: Príncipe de Fugger-Babenhausen, 1806; Conde de Fugger-Glött, 1806; Conde de Fugger-Kirchberg-Weissenhorn, 1806; Conde de Fugger-Kirchheim, 1806; Conde de Fugger-Nordendorf, 1806. 
•	Fürstenberg: Príncipe de Fürstenberg-Pürglitz, 1806. 
•	Giech: Conde de Giech, 1806. 
•	Grävenitz: Conde de Grävenitz, 1806. 
•	Harrach: Conde de Harrach zu Thannhausen, 1806. 
•	Hesse: Eleitor de Hesse-Cassel, 1807; Conde de Hesse-Homburgo, 1806.
•	Hohenlohe: Príncipe de Hohenlohe-Bartenstein, 1806; Príncipe de Hohenlohe-Ingelfingen, 1806; Príncipe de Hohenlohe-Jagstberg, 1806; Conde de Hohenlohe-Kirchberg, 1806; Príncipe de Hohenlohe-Langenburg, 1806; Conde de Hohenlohe-Waldenburg-Schillingsfürst, 1806.
•	Isenburg: Príncipe de Isenburg, 1814; Conde de Isenburg-Büdingen, 1806; Conde de Isenburg-Meerholz, 1806; Conde de Isenburg-Wächtersbach, 1806.
•	Kaunitz-Rietberg: Príncipe de Kaunitz-Rietberg, 1806.
•	Khevenhüller-Metsch: Príncipe de Khevenhüller-Metsch, 1806. 
•	Königsegg: Conde de Königsegg-Aulendorf, 1806. 
•	Küfstein: Conde de Küfstein-Greillenstein, 1806. 
•	Leiningen: Príncipe of Leiningen, 1806; Conde de Leiningen-Alt-Westerburg, 1806; Conde de Leiningen-Billigheim, 1806; Conde de Leiningen-Neudenau, 1806; Conde de Leiningen-Neu-Westerburg, 1806.
•	Leyen: Prince of Leyen, 1814. 
•	Limburg-Styrum: Conde de Limburg-Styrum-Borkelö, 1806; Conde de Limburg-Styrum-Bronchhorst, 1806. 
•	Lobkowicz: Príncipe de Lobkowicz, 1806. 
•	Löwenstein-Wertheim: Conde de Löwenstein-Wertheim-Freudenberg, 1806; Príncipe de Löwenstein-Wertheim-Rosenberg, 1806.
•	Looz und Corswarem: Duque de Looz-Corswarem, 1806.
•	Metternich: Príncipe de Metternich, 1806.
•	Neipperg: Conde de Neipperg, 1806.
•	Nesselrode: Conde de Nesselrode, 1806.
•	Orsini und Rosenberg: Príncipe de Orsini e Rosenberg, 1806. 
•	Ortemburgo: Conde de Ortemburgo-Neuortenburg, 1806.
•	Ostein: Conde de Ostein, 1806. 
•	Öttingen: Príncipe de Öttingen-Öttingen 1806; Príncipe de Öttingen-Spielberg, 1806. 
•	Pappenheim: Conde de Pappenheim, 1806.
•	Platen-Hallermund: Conde de Platen-Hallermund, 1806.
•	Plettenberg: Conde de Plettenberg-Wittem, 1806. 
•	Pückler und Limpurg: Conde de Pückler e Limpurg, 1806.
•	Quadt: Conde de Quadt-Isny, 1806.
•	Rechberg und Rothenlöwen: Conde de Rechberg e Rothenlöwen, 1806.
•	Rechteren-Limpurg: Conde de Rechteren, 1806.
•	Salm: Wild- e Rhinegrave de Salm-Horstmar, 1806; Príncipe de Salm-Kyrburg, 1810; Conde de Salm-Reifferscheid-Dyck, 1806; Conde de Salm-Reifferscheid-Hainsbach, 1806; Príncipe de Salm-Reifferscheid-Krautheim, 1806; Príncipe de Salm-Salm, 1810.
•	Sayn-Wittgenstein: Príncipe de Sayn-Wittgenstein-Berleburg, 1806; Prince of Sayn-Wittgenstein-Hohnstein, 1806.
•	Schäsberg: Conde de Schäsberg-Thannheim, 1806. 
•	Schlitz genannt von Görtz: Conde de Schlitz genannt von Görtz, 1806. 
•	Schönborn: Conde de Schönborn-Wiesentheid, 1806. 
•	Schönburg: Conde de Schönburg-Penig-Vorderglauchau-Wechselburg, 1806; Conde de Schönburg-Rochsburg-Hinterglauchau, 1806; Príncipe de Schönburg-Waldenburg, 1806. 
•	Schwarzenberg: Príncipe de Schwarzenberg, 1806. 
•	Sickingen: Conde de Sickingen, 1806. 
•	Sinzendorf: Príncipe de Sinzendorf ,1806. 
•	Solms: Conde de Solms-Baruth, 1806; Príncipe de Solms-Braunfels, 1806; Príncipe de Solms-Hohensolms-Lich, 1806; Conde de Solms-Laubach, 1806; Conde de Solms-Rödelheim-Assenheim, 1806; Conde de Solms-Rödelheim und Assenheim, 1806; Conde de Solms-Wildenfels, 1806.
•	Stadion: Conde de Stadion-Thannhausen, 1806; Conde de Stadion-Warthausen, 1806.
•	Starhemberg: Príncipe de Starhemberg, 1806. 
•	Sternberg-Manderscheid: Condessa de Sternberg-Manderscheid, 1806.
•	Stolberg: Conde de Stolberg-Rossla, 1806; Conde de Stolberg-Stolberg, 1806; Conde de Stolberg-Wernigerode, 1809.
•	Thurn und Taxis: Príncipe de Thurn e Taxis, 1806.
•	Törring: Conde de Törring-Jettenbach, 1806.
•	Trauttmansdorff-Weinsberg: Príncipe de Trauttmansdorff, 1806. 
•	Waldbott von Bassenheim: Conde de Waldbott von Bassenheim, 1806. 
•	Waldburg: Príncipe de Waldburg-Waldsee, 1806; Príncipe de Waldburg-Wurzach, 1806; Príncipe de Waldburg-Zeil, 1806. 
•	Waldeck: Conde e Condessa de Waldeck-Limpurg, 1806. 
•	Wallmoden: Conde de Wallmoden-Gimborn, 1806. 
•	Wartenberg: Conde de Wartenberg-Roth, 1806.
•	Wied: Príncipe de Wied-Neuwied, 1806; Príncipe de Wied-Runkel, 1806. 
•	Windisch-Grätz: Príncipe de Windisch-Grätz, linha senior, 1806. 
•	Wurmbrand-Stuppach: Conde de Wurmbrand-Stuppach, 1806. 
Como as Casas de Ostein, Sinzendorf e Wartenberg se extinguiram após a mediatisação mas antes de 1830, nem sempre são incluídas entre as Casas Mediatisadas. Por razões várias, Aspremont-Lynden, Bentinck, Bretzenheim, Limburg-Styrum e Waldeck-Limpurg também não são incluídas. Hesse-Homburgo nunca foi considerado soberano por Hesse-Darmstadt e, por isso, nunca foi tecnicamente mediatisado, e Hesse-Cassel foi anexado ao Reino da Vestefália mas, mais tarde, a sua soberania foi restaurada. Os Schönburg tinham sido mediatisados a favor do Eleitor da Saxónia no Séc. XVIII, pelo que nunca foram incluídos nas Casas Mediatisadas a favor deste Eleitor.

CIDADES IMPERIAIS LIVRES ABOLIDAS
•	Aquisgrano/Aachen 
•	Aalen 
•	Augsburgo
•	Biberach an der Riß 
•	Bopfingen 
•	Buchau 
•	Buchhorn/Friedrichshafen
•	Colónia/Köln 
•	Dinkelsbühl 
•	Dortmund 
•	Esslingen no Neckar 
•	Francforte no Meno
•	Friedberg 
•	Gengenbach 
•	Giengen 
•	Goslar 
•	Heilbronn 
•	Isny im Allgäu 
•	Kaufbeuren 
•	Kempten im Allgäu 
•	Leutkirch im Allgäu 
•	Lindau 
•	Memmingen 
•	Mühlhausen 
•	Nordhausen 
•	Nördlingen 
•	Nuremberg 
•	Offenburg 
•	Pfullendorf 
•	Ravensburg 
•	Ratisbona/Regensburg 
•	Reutlingen 
•	Rothenburg ob der Tauber 
•	Rottweil 
•	Schwäbisch Gmünd 
•	Schwäbisch Hall 
•	Schweinfurt 
•	Speyer 
•	Überlingen 
•	Ulm 
•	Wangen im Allgäu 
•	Weil 
•	Weißenburg 
•	Wetzlar 
•	Wimpfen 
•	Windsheim 
•	Worms 
•	Zell am Harmersbach 

A maior parte das mediatisações ocorreram em 1806 após a criação da Confederação do Reno. As últimas mediatisações foram: Arenberg (anexado à França em 1810 e não restabelecida em 1814); Isenburg e Leyen (mediatisados em 1814 pelo Congresso de Viena por serem demasiado próximos de Napoleão); Salm (diversos estados de Salm sobreviveram até 1811/1813); e Stolberg (anexado pela Prússia em 1815).
Também foram mediatisados no período 1806-1814 diversos estados criados por Napoleão para parentes e aliados próximos, incluindo: o Príncipe de Aschaffenburg, em 1806; o Grão-Duque de Francforte, em 1814; o Rei da Vestefália, em 1813; e o Grão-Duque de Würzburgo, em 1814.
As únicas Cidades Livres que não foram abolidas em 1803 foram: Augsburgo (abolida em 1805); Bremen; Francforte (abolida em 1866); Hamburgo; Lübeck (abolida em 1937); e Nuremberga (abolida em 1806).

## Consequências
O Reichsdeputationshauptschluss alterou profundamente o mapa político da Alemanha. Centenas de estados foram eliminados, sobrevivendo apenas cerca de 40. Alguns dos estados sobreviventes tiveram importantes ganhos territoriais (Bade, Baviera e Hesse-Darmstadt) ou ganhos de estatuto, ao serem elevados à dignidade eleitoral (Bade, Hesse-Cassel e Vurtemberga) dado que substituíram três outros que o haviam perdido com as alterações.
Das Cidades Imperiais, só Augsburgo, Bremen, Francforte no Meno, Hamburgo, Lübeck e Nuremberga sobreviveram como entidades independentes.
O princípio de que os aliados de Napoleão podiam esperar ganhos quer em território, quer em estatuto foi também estabelecido, e haveria de se repetir em diversas ocasiões nos anos seguintes. As alterações de 1803 contribuíram também para o fim do Sacro Império Romano-Germânico, em 1806.